# Carlos Pachamé
Carlos Pachamé est un footballeur argentin né le 25 février 1944. Il évoluait au poste de milieu de terrain. Après sa carrière de joueur, il se reconvertit comme entraîneur.

## Biographie
Carlos Pachamé joue en Argentine, en Colombie et aux États-Unis.
Il réalise la majeure partie de sa carrière avec le club argentin de l'Estudiantes de La Plata. Il remporte avec cette équipe trois Copa Libertadores. Il dispute un total de 33 matchs dans cette compétition, inscrivant un but.
Il reçoit neuf sélections en équipe d'Argentine entre 1967 et 1969, sans inscrire de but.
Il dirige la sélection argentine lors des Jeux olympiques d'été de 1988.

## Palmarès de joueur
- Vainqueur de la Copa Libertadores en 1968, 1969 et 1970 avec l'Estudiantes de La Plata
- Finaliste de la Copa Libertadores en 1971 avec l'Estudiantes de La Plata
- Vainqueur de la Coupe intercontinentale en 1968 avec l'Estudiantes de La Plata
- Finaliste de la Coupe intercontinentale en 1969 et 1970 avec l'Estudiantes de La Plata
- Vainqueur de la Copa Interamericana en 1969 avec l'Estudiantes de La Plata